# 納瓦拉球場
纳瓦拉球场（西班牙語：Estadio El Sadar，西班牙語發音：[esˈtaðjo el saˈðaɾ]，[ˈrejno ðe naˈβara]）是位于西班牙纳瓦拉自治区潘普洛納的足球场，建于1967年，是奧薩蘇納競技的主场。球场內可容纳23,576人。

## 名称

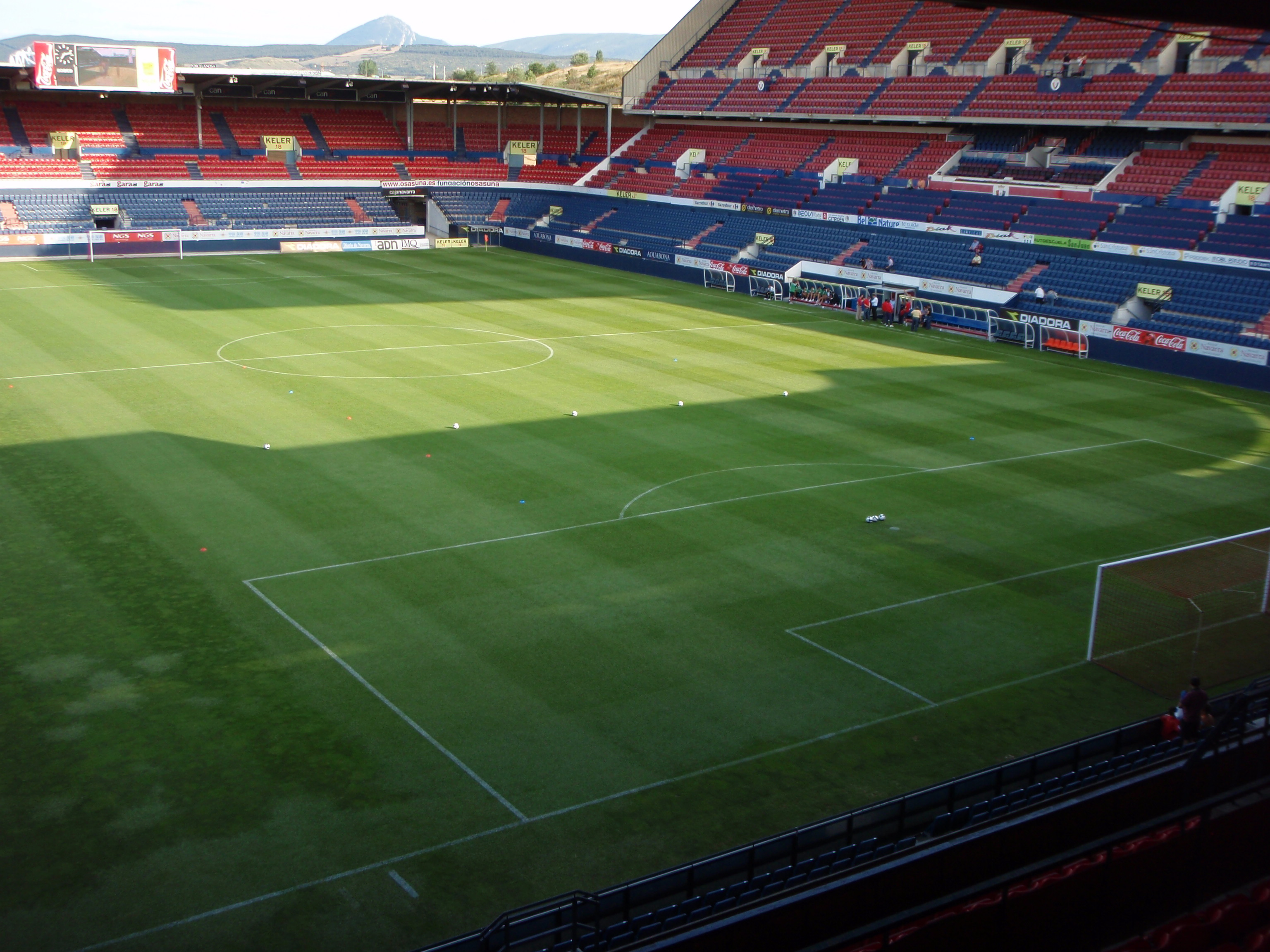
从南球门看体育场内部的视图

自1967年至2005年，以及自2011年以来，这座体育场以其附近的一条河命名，被称为El Sadar。从2005年至2011年，体育场的赞助商纳瓦拉政府将雷诺·德纳瓦拉体育场称为Reyno de Navarra西班牙语拼写为reyno，而不是现代的reino（意为“王国”，从意为“国王”的“rey”一词衍生而来），使它显得有些古朴。

## 历史
纳瓦拉球场的落成典礼于1967年9月2日举行，当日葡萄牙的皇家萨拉戈萨（Real Zaragoza）与塞图巴尔（Vitoria deSetúbal）进行了比赛。 体育场可容纳25,000名观众，但开幕时只有7,000名观众。这场比赛以1比1的平局结束。第二天，奥萨苏纳（Osasuna）以3比0击败维多利亚·塞图巴尔（Vitoria deSetúbal），这是该队在新球场中的首场胜利。第28分钟，奥萨巴（Osaba）取得了奥萨苏纳（Osasuna）的第一个进球。
邦·乔维（Bon Jovi）在1996年6月5日的“这些天”巡回演唱会中在体育馆演出。
2014年11月，由于俱乐部巨大的经济危机威胁其继续存在，奥萨苏纳被迫将体育场出售给纳瓦拉（Navarra）地方政府。该议案已在区域议会中以31票赞成，18票反对获得批准。
2015年夏季，由于与安全相关的翻新工程，体育场的容量从19,800减少至18,375。